# Théophraste (prénom)
Théophraste est un prénom français, rare dans le passé, aujourd'hui oublié. 

## Étymologie
Ce prénom d'origine grecque (Θεόφραστος en grec ancien) se compose de deux mots: Théos, qui signifie dieu, ou divin dans le cas précis, et phraste, dérivé du verbe phrazein, qui signifie énoncer, exposer, expliquer. On peut traduire ce prénom par « divin parleur ».

## Personnes
- Théophraste (Erése, Lesbos v. 372 av. J.-C.–Athènes v. 288 av. J.-C.), est un philosophe grec de l’école du Lycée, dont il fut scholarque de 322 à 288 av. J.-C.
- Théophraste Renaudot (1586-1653), journaliste, médecin et philanthrope français.
- Théophraste Longuet, personnage d'un roman de Gaston Leroux, La Double Vie de Théophraste Longuet publié en 1903.
- Théophraste fut archonte athénien lors de la 1re année de la 110e olympiade (cf. Voyage du jeune Anacharsis en Grèce de l'abbé Barthélemy).
- Théophraste, dialogue d'Énée de Gaza (également intitulé De l'âme ou Dialogue sur l'âme) traitant de l'immortalité de l'âme et de la Métempsycose.
- Théophraste de Piérie est un musicien mentionné dans le IVe fragment du Manuel d'Harmonique de Nicomaque de Gérase : il a ajouté la neuvième corde de la lyre.
- Théophraste d'Acharnes est un épimélète de Délos à qui Athéniens et Romains firent ériger une statue au IIe siècle av. J.-C. (cf. Choix d'inscriptions de Délos en 2 Volumes, publiés par Félix Dürrbach, professeur à la Faculté des Lettres de Toulouse)